# Willard MacGregor
Pour les articles homonymes, voir MacGregor.
Willard MacGregor (Boston, 15 octobre 1901 – New York, 30 juillet 1993) est un pianiste classique américain.

## Biographie
Willard MacGregor étudie le piano à Saint-Louis avec Rudolph Ganz et Leo C. Miller, puis à Paris avec Isidor Philipp et Nadia Boulanger et à Berlin avec Artur Schnabel. Dans le même temps, il donne des concerts à Paris, Berlin, Londres, Lausanne et d'autres villes européennes. En outre, MacGregor étudie la peinture, en 1931 et 1932 à Vienne avec Franz Lerch. De retour aux États-Unis dans les années 1930, il joue principalement au sein du Trio Kraeuter — avec Phyllis et Karl Kraeuter — puis commence sa carrière de soliste. MacGregor est connu comme l'artiste créateur du Ludus tonalis de Paul Hindemith (1943, Chicago), mais il a également joué la Sonate pour piano à quatre mains avec le compositeur. En 1944, lors d'une tournée américaine d'Igor Stravinsky, MacGregor a joué son Concerto pour deux pianos en concert avec le compositeur. Il a réalisé des enregistrements dans les années 1950, avec différentes œuvres de Beethoven, Franz Schubert et Debussy.
La peinture de MacGregor a été exposée à New York, Chicago, Newark et plusieurs autres villes à travers les États-Unis. The Virgin Islands Daily News a signalé que « MacGregor montre la même vigueur, chaleur et technique professionnel dans sa musique, comme il le fait dans sa peinture ».

## Discographie
- Schubert, Sonate en si-bémol majeur ; Beethoven, Rondo, op. 51 no 2, Rondo a Capriccio, op. 129, Bagatelle Pour Élise (LP Kingsway KL 200)
- Schubert, Impromptus op. 90 et Debussy, La Cathédrale engloutie ; La Puerta del vino ; General Lavine eccentric ; Hommage à Rameau ; Reflets dans l'eau (c. 1950, LP Kingsway KL 201) (OCLC 40876042).